# Скринька
Скринька  — маленька коробка для зберігання коштовностей, яких-небудь дрібних предметів, також вживається як зменшувальне до «скриня».
Скринькою також називають невеликий з щілиною ящик, куди вкидають кореспонденцію (листи, газети, журнали і т. ін.), бюлетені на виборчих дільницях і т. ін.
Скринька для інструменту — це ящик для впорядкування, перенесення та захисту інструментів. Використовуються для торгівлі, хобі чи професійної роботи, а їх зміст різниться залежно від ремесла власника. Більшість інструментальних скриньок мають одну ручку зверху та кришку, яка відкривається на шарнірі. У великих скринях іноді використовуються висувні або консольні лотки. Металеві ящики для інструментів важать більше, ніж пластикові проте метал міцніший та здатний витримувати удари і вагу багатьох інструментів.
Дорожня скринька з напоями та харчами - погрібець
Дерев'яна скринька круглої форми для зберігання цінних речей - рахва, шабатура.

## Види
- Абонементна скринька
- Електронна поштова скринька
- Поштова скринька